# シボニー (護衛空母)
|           |                                                                           |
| 艦歴      |                                                                           |
| 発注:     |                                                                           |
| 起工:     | 1944年4月1日                                                              |
| 進水:     | 1944年11月9日                                                             |
| 就役:     | 1945年5月14日                                                             |
| 退役:     | 1956年7月31日                                                             |
| その後:   | スクラップとして廃棄                                                      |
| 除籍:     | 1970年6月1日                                                              |
| 性能諸元  |                                                                           |
| 排水量:   | 11,373トン                                                                |
| 全長:     | 169.9m                                                                    |
| 全幅:     | 32.05m                                                                    |
| 吃水:     | 8.5m                                                                      |
| 機関:     | 4基筒蒸気タービン×2基 スクリュープロペラ×2軸                              |
| 最大速:   | 19ノット                                                                  |
| 航続距離: |                                                                           |
| 乗員:     | 士官、兵員1,066名                                                         |
| 兵装:     | 38口径5インチ単装砲 2基 40mm4連装機銃 3基 40mm連装機銃 12基 20mm機銃 20基 |
| 搭載機:   | 戦闘機×18機 艦上攻撃機×12機                                               |
| モットー: | NULLI SECUNDA                                                             |

シボニー (USS Siboney, CVE-112) は、アメリカ海軍の護衛空母。コメンスメント・ベイ級航空母艦の8番艦。艦名は米西戦争でアメリカ軍の上陸が行われたキューバのシボネイに因んで命名された。その名を持つ艦としては2隻目。

## 艦歴
艦はフロスティ・ベイ (Frosty Bay) としてワシントン州タコマのトッド・パシフィック造船所で1944年4月1日に起工する。1944年4月26日にシボニーに改名され、1944年11月9日にチャールズ・F・グレバー夫人によって進水し、1945年5月14日にスタノップ・コットン・リング艦長の指揮下就役する。
シボニーはシアトルで5月23日に艤装完了し、5月31日にアラメダ経由でサンディエゴに向かう。同水域で8月3日まで整調訓練を行い、その後弾薬、航空機と第36航空団の兵員を搭載し8月8日に真珠湾に向けて出航した。シボニーが到着する前の8月15日に太平洋戦争は終了した。9月初めまでハワイ水域に留まり、その後マーシャル諸島、カロリン島、フィリピン経由で沖縄に向かう。
10月5日に本州へ向けて中城湾を出航する。その途中、10月2日に行方不明となったウィリアム・D・サンプル少将と彼の搭乗した哨戒機の捜索任務に従事する。シボニーは8日から11日まで本州を訪れ、その後再びサンプル少将の探索任務に従事したが、発見することはできなかった。シボニーは1945年10月24日から11月16日まで東京湾に留まり、その後帰国を命じられる。サイパン、マニラ、香港、グアム、真珠湾を訪れ、1946年1月23日にサンディエゴに帰還する。シボニーは再び西太平洋に2月15日から5月7日まで展開した。
シボニーは1947年6月9日にサンディエゴを出航、新しい母港のヴァージニア州ノーフォークへパナマ運河地帯経由で向かう。6月26日に到着し、ノーフォークとグアンタナモ湾の間で11月まで作戦活動に従事、その後不活性化される。1948年3月に再び現役となり、5月にトルコのイェシルキョイに旧式のアメリカ軍用機を運搬した。一ヶ月後にノーフォークに帰還し、東への航海の後ボストン海軍造船所で1948年10月に三ヶ月のオーバーホールに入る。
1949年1月にボストンを出港、グアンタナモ湾に回復訓練に向かう。シボニーは大西洋艦隊と共に1949年12月6日まで訓練を行い、その後フィラデルフィアの予備役艦隊入りする。
1950年6月の朝鮮戦争の発生は多くの軍用艦艇の需要をもたらした。シボニーは1950年11月22日に再就役し、1951年2月2日に出港、ノーフォークを母港と指定される。2月27日から4月10日までグアンタナモ湾水域で広範囲な訓練演習を行った。
7月にはカナダ水域で作戦活動を行い、9月から11月14日までNATO軍と地中海で演習を行う。1952年1月には評価試験及びコルセア戦闘機の認証試験を行う。さらに、海兵隊のヘリコプターを使用した垂直上陸の試験を行った。その後ノーフォーク海軍造船所で近代化を行い。1953年1月20日に艦隊に再合流する。カリブ海での訓練後、大西洋で対潜水艦攻撃部隊と8月まで活動する。1953年9月16日から12月1日までシボニーは第6艦隊と共に展開した。
1954年および1955年はニューイングランドからカリブ海へと東海岸沿いの艦隊訓練に費やされる。夏には海軍兵学校生を乗艦させ、スペインへの巡航を行った。1954年9月28日から1955年1月22日までフィラデルフィア海軍造船所でオーバーホールを行い、その後東海岸沿いに10月4日まで活動した後、できるだけ多くの物資を搭載してメキシコへ向かうことを命じられる。10月19日までシボニーはハリケーンとその後の洪水で被害を受けたタンピコの住人に対してヘリコプターで援助を行った。
1956年はシボニーの現役活動最後の年となった。1月から5月まで東海岸沿いに活動し、5月26日から7月6日まで第6艦隊と共に最後の航海を行う。7月27日にフィラデルフィアへ到着し、その4日後に退役し大西洋予備役艦隊で保管される。シボニーは1970年6月1日に除籍され、翌年ニューヨークのユニオン・ミネラルズ・アンド・アロイ社にスクラップとして売却された。